# Otto Ducháček
Otto Ducháček (7. listopadu 1910, Ústí nad Orlicí – 17. února 1993, Brno) byl český vysokoškolský učitel a jazykovědec, zaměřením romanista. V oblasti románské jazykovědy se věnoval především francouzské lexikologii a sémantice.

## Životopis
Otto Ducháček vystudoval v letech 1929–1934 francouzštinu a češtinu na Filozofické fakultě Univerzity Karlovy (FF UK) v Praze, po jejímž absolvování strávil více než deset let jako vyučující na středních školách. Posléze se jako doktor filozofie (PhDr. – Tvoření deverbativních adjektiv ve francouzštině a češtině, 1935), vrátil zpět na svoji alma mater, kde pak získal v roce 1955 po několikaletém vleknoucím se habilitačním řízení, započatém již v roce 1947 (ukončeno na FF UK: 1948), titul docenta v oboru románské jazykovědy. V roce 1955 již jako docent započal ale svoje akademické působení na Filozofické fakultě Masarykovy univerzity v Brně, kde získal v roce 1960 titul kandidáta věd (CSc.) a o šest let později titul doktora věd (DrSc., 1966) a také profesuru (1966) ve stejném oboru.
Byl ženatý s Věrou Ducháčkovou (roz. Tejnskou), středoškolskou učitelkou, s níž měl syna Vratislava Ducháčka, českého vysokoškolského učitele a chemika.